# Петкович, Душан
Душан Петкович (серб. Душан Петковић; 13 июня 1974, Белград, Югославия) — сербский футболист, центральный защитник. Воспитанник белградского ОФК, провёл за этот клуб в разное время 79 матчей и забил 9 мячей. Выступал также за испанские клубы «Мальорка» и «Эсиха Баломпье», японский «Йокогама Маринос», немецкий «Вольфсбург» и «Нюрнберг».
В 2004 году перешёл в российский «Спартак» из Москвы, позже выступал за подмосковный «Сатурн» из Раменского. В 2007 году после расторжения контракта с «Сатурном», Петкович завершил свою футбольную карьеру. За сборную Югославии провёл три матча, позже провёл 4 матча и забил 1 гол за сборную Сербии.

## Биография

### Клубная карьера
Душан Петкович является воспитанником белградского клуба ОФК. В основной команде клуба Душан дебютировал в 1992 году, на тот момент его отец Илия Петковича был главным тренером клуба, а до этого был спортивным директор клуба. За пять сезонов в клубе Душан так и не стал основным игроком, проведя всего в чемпионате 26 матчей. В 1995 году Петкович перешёл в испанский клуб «Мальорка», который на тот момент выступал во второй испанской лиге. Душан провёл за клуб 12 матчей, а позже был отдан в аренду клубу второй лиге «Эсиха Баломпье». За клуб из города Эсиха, Душан провёл 13 матчей и даже отметился одним забитым мячом. После окончания аренды, Душан не стал возвращаться в «Мальорку», а вернулся в свой бывший клуб ОФК. В сезоне 1996/97 Душан провёл 16 матчей в чемпионате Югославии и забил 3 мяча. После окончания чемпионата, Петкович перешёл в японский клуб «Йокогама Маринос», который предложил Душану выгодный контракт. Но в клубе за полтора года Петкович сыграл всего 12 матчей и забил 2 мяча, после ухода из клуба, Душан на протяжении года нигде не выступал.
В 1999 году Душан вновь вернулся в ОФК и отыграл два отличных сезона, после которых Петкович перешёл в немецкий «Вольфсбург». Дебют Душана в бундеслиге состоялся 11 августа 2001 года в матче против дортмундской «Боруссии», дебют для Петковича выдался не удачным, Душан получил жёлтую карточку на 27-й минуте, а его клуб потерпел гостевое поражение со счётом 0:4. Свой первый мяч за «Вольфсбург» Душан забил 8 сентября 2001 года в гостевом матче против «Энерги» из Котбуса. Душан отличился на 41-й минуте, выведя свой клуб вперёд 1:2, но в итоге «Энерги» и «Вольфсбург» сыграли в голевую ничью 3:3. В клубе Душан в 2002 году не проходил в основной состав и поэтому «Вольфсбург» отдал Петковича в аренду в клуб «Нюрнберг». Дебютировал за «Нюрнберг» Душан 10 августа 2002 года в матче против «Бохума», который завершился домашним поражением «Нюрнберга» со счётом 1:3. В «Нюрнберге» Петкович выступал регулярно, в сезоне 2002/03 Душан сыграл 22 матча и забил 2 мяча, а также провёл три матча в кубке Германии. В марте 2003 года Петкович вернулся «Вольфсбург», но клуб позже решит расторгнуть с Душаном контракт, заплатив неустойку в размере 500 тысяч евро.
В конце января 2004 года Душан перешёл в российский «Спартак» из Москвы, подписав с клубом контракт на три года, помимо Петковича, клуб также подписал камерунского защитника Люк Овона Зоа. «Спартак» смог заявить Петковича для участия в розыгрыше кубка УЕФА сезона 2003/04. Дебют Душана за «Спартак» состоялся 26 февраля 2004 года в первом матче 1/16 финала кубка УЕФА против испанской «Мальорки», за которую Петкович выступал в 1995 году. На стадионе «Локомотив» при 16 тысяч зрителях, Спартак потерпел крупное поражение от «Мальорки» со счётом 0:3. Петкович также принял участие и в ответном матче против «Мальорки», который состоялся 3 марта 2004 года. «Спартак» смог одержать победу благодаря мячу, забитому Александром Самедовым, но эта победа не позволила клубу пройти дальше, так как в домашнем матче в Москве красно-белые проиграли со счётом 0:3.
В чемпионате России 2004 года Душан дебютировал 13 марта 2004 года в первом туре против московского «Динамо», матч завершился вничью 2:2. В своём втором матче за клуб, против раменского «Сатурна», Душан забил гол на 51-й минуте в собственные ворота, таким образом выведя «Сатурн» вперёд 2:1. Но спустя 19 минут Петкович реабилитировался перед своим клубом забив гол со штрафного с 30 метров, в итоге Душан принёс своему клубу ничью со счётом 2:2. За «Спартак» Душан в чемпионате России 2004 года сыграл 12 матчей и отличился двумя голами. После окончания сезона в России Душан расторг с клубом трёхлетний контракт. Став свободным игроком, Душан вновь вернулся в белградский ОФК, в сезоне 2005/2006 Петкович сыграл 5 матчей и забил 1 гол.
В конце 2005 года Душан находился на просмотре в английском «Бирмингем Сити», но в итоге не подошёл клубу. В марте 2006 году Петкович отправился в США на просмотр в клуб американской лиге «Нью-Инглэнд Революшн». Душан произвёл хорошее впечатления на главного тренера клуба Стива Никола и даже были начаты переговоры о подписании контракта, но сам Душан выразил желание продолжить карьеру в Европе.
25 августа 2006 года Петкович подписал контракт с раменским «Сатурном», приобретение «Сатурном» Петковича было обусловлено тем, что команда усиливала оборону клуба, до этого летом клуб покинул бразильский защитник Жедер, который перешёл в стан московского «Спартака». Дебютировал за «Сатурн» Душан уже на следующий день, 26 августа, в матче 17-го тура чемпионата России 2006 года против московского «Торпедо», в гостевом матче подопечные Владимира Вайсса уступили «Торпедо» со счётом 3:0. Во втором круге чемпионата России Душан провёл девять матчей, а «Сатурн» по итогам сезона занял 11-е место. В конце декабря 2006 году Душан продлили контракт «Сатурном», так как до этого у него был краткосрочный контракт.
В начале чемпионата России 2007 года Петкович, а также полузащитник Симон Вукчевич, были отчислены из клуба главным тренером «Сатурна» Владимиром Вайссом. Позже Вукчевич был выставлен клубом на трансфер, а сам Петкович стал добиваться досрочного расторжения контракта с «Сатурном». В середине мая 2007 года Петкович расторг контракт с клубом и позже завершил свою футбольную карьеру. 29 ноября 2022 года был арестован правоохранительными органами по подозрению в контрабанде 115 кг кокаина.

### Карьера в сборной
В национальной сборной Югославии Петкович дебютировал 13 декабря 2000 года в матче против сборной Греции, который завершился вничью со счётом 1:1. Всего за сборную Югославии Душан провёл три матча. В 2004 году Душану пришло предложение выступать за сборную Сербии и Черногории, которая стала преемницей сборной Югославии. В это время главным тренером сборной Сербии и Черногории был отец Душана, Илия Петкович. Дебют Душана за сборную состоялся 28 апреля 2004 года в матче против Северной Ирландии, завершившийся вничью 1:1.
В 2006 году Душан был заявлен в сборную для участия в Чемпионате мира 2006 в Германии. Петкович стал заменой травмированного нападающего Мирко Вучинича. Но на чемпионате мира Душан так и не сыграл, так как покинул расположение сборной из-за критики в адрес отца.